# コルソン・ホワイトヘッド

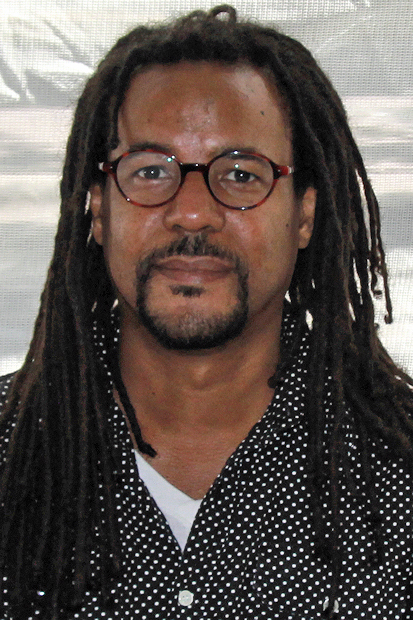
コルソン・ホワイトヘッド(2014年)

アーチ・コルソン・チップ・ホワイトヘッド（Arch Colson Chipp Whitehead, 1969年11月6日 - ）は、アメリカ合衆国の小説家。現代アメリカ文学を代表する一人である。

## 経歴
ニューヨーク・マンハッタン出身。1991年ハーバード大学卒業後、2年間ヴィレッジ・ヴォイスに記者として勤務し、プリンストン大学やニューヨーク市立大学ブルックリン校等で教鞭をとり、1999年に作家となった。2016年に出版した『地下鉄道』が高く評価され、ベストセラーとなった。

## 日本語訳作品
- 『地下鉄道』 谷崎由依訳 早川書房 2017　（The Underground Railroad  2016）
- 『ニッケル・ボーイズ』 藤井光訳 早川書房 2020（The Nickel Boys 2019）
- 『ハーレム・シャッフル』 藤井光訳 早川書房 2023（Harlem Shuffle  2021）

## 主な受賞歴
- 2002年 - アニスフィールド・ウルフ図書賞候補 John Henry Days
- 2016年 - 全米図書賞小説部門 『地下鉄道』
- 2017年 - アーサー・C・クラーク賞、ピューリッツァー賞 フィクション部門 『地下鉄道』
- 2020年 - アレックス賞、ピューリッツァー賞 フィクション部門（2回目）『ニッケル・ボーイズ』